# Gerundiv
Latinsk gerundiv er en infinit verbalform (nogle kalder den en af verbal-moduserne), der står adjektivisk (den kan ikke stå alene). Den fortæller om noget, som bør gøres, og kan derfor også kaldes: futurum participium i passiv (fremtids tillægsmåde i lideform). Det bøjes som et adjektiv efter 1.-2. bøjning, altså sådan her: 
Maskulinum singularis nominativ: verbets stamme+nd+us, vokativ: ...e, akkusativ: ...um, genitiv: ...i, dativ/ablativ: ...o.
Pluralis nominativ/vokativ: ...i, akkusativ: ...os, genitiv: ...orum, dativ/ablativ: ...is. 
Femininum singularis nominativ/vokativ: ...a, akkusativ: ...am, genitiv/dativ: ...ae, ablativ: ...a. 
Pluralis nominativ/vokativ: ...ae, akkusativ: ...as, genitiv: ...arum, dativ/ablativ: ...is.
Neutrum singularis nominativ/vokativ/akkusativ: ...um, genitiv: ...i, dativ/ablativ: ...o.
Pluralis nominativ/vokativ/akkusativ: ...a, genitiv: ...arum, dativ/ablativ: ...is.
Engelsk gerundiv er betegnelsen på ing-formen anvendt adjektivisk, hvorimod den substantiviske anvendelse kaldes gerundium, og en fællesbetegnelse er: the gerund.
Flere danske fremmedord er latinske gerundiver, f.eks:
- Konfirmand: En, der skal konfirmere (bekræfte) sin kristne tro.
- Legende: Det, der skal læses (oprindeligt om fortællinger om de første kristne; især martyrer).
- Agenda: Det, som skal ageres/gøres, dvs. dagsorden.
- Observand: En, der skal observeres (af en observant).
- Amanda: Hende, der skal elskes.
- Miranda: Hende, der skal beundres.